# Andreas Åkerman
Andreas (Anders) Åkerman, född 1759 i Uppsala, död 1804 troligen i Stockholm, var en svensk gravör och kopparstickare.
Han var son till Andreas Åkerman och Anna Christina Österberg samt bror till Olof Åkerman. Han utbildades i gravyr av sin far och var verksam som kopparstickare och gravör.